# Teulat
Teulat é uma comuna francesa na região administrativa de Occitânia, no departamento de Tarn. Estende-se por uma área de 10,07 km². Em 2010 a comuna tinha 502 habitantes (densidade: 49,9 hab./km²).

## Monumentos

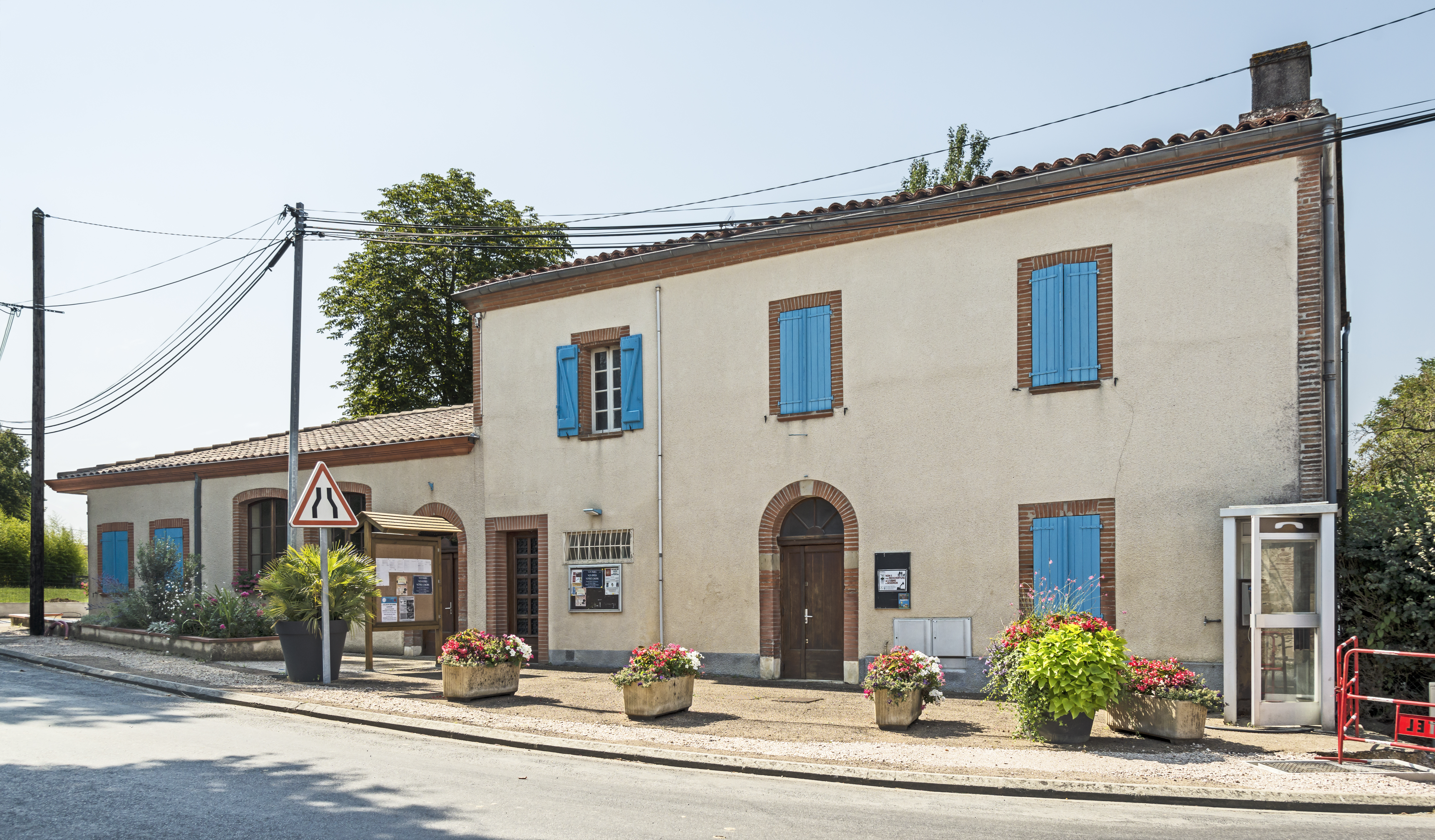
A Câmara Municipal. A
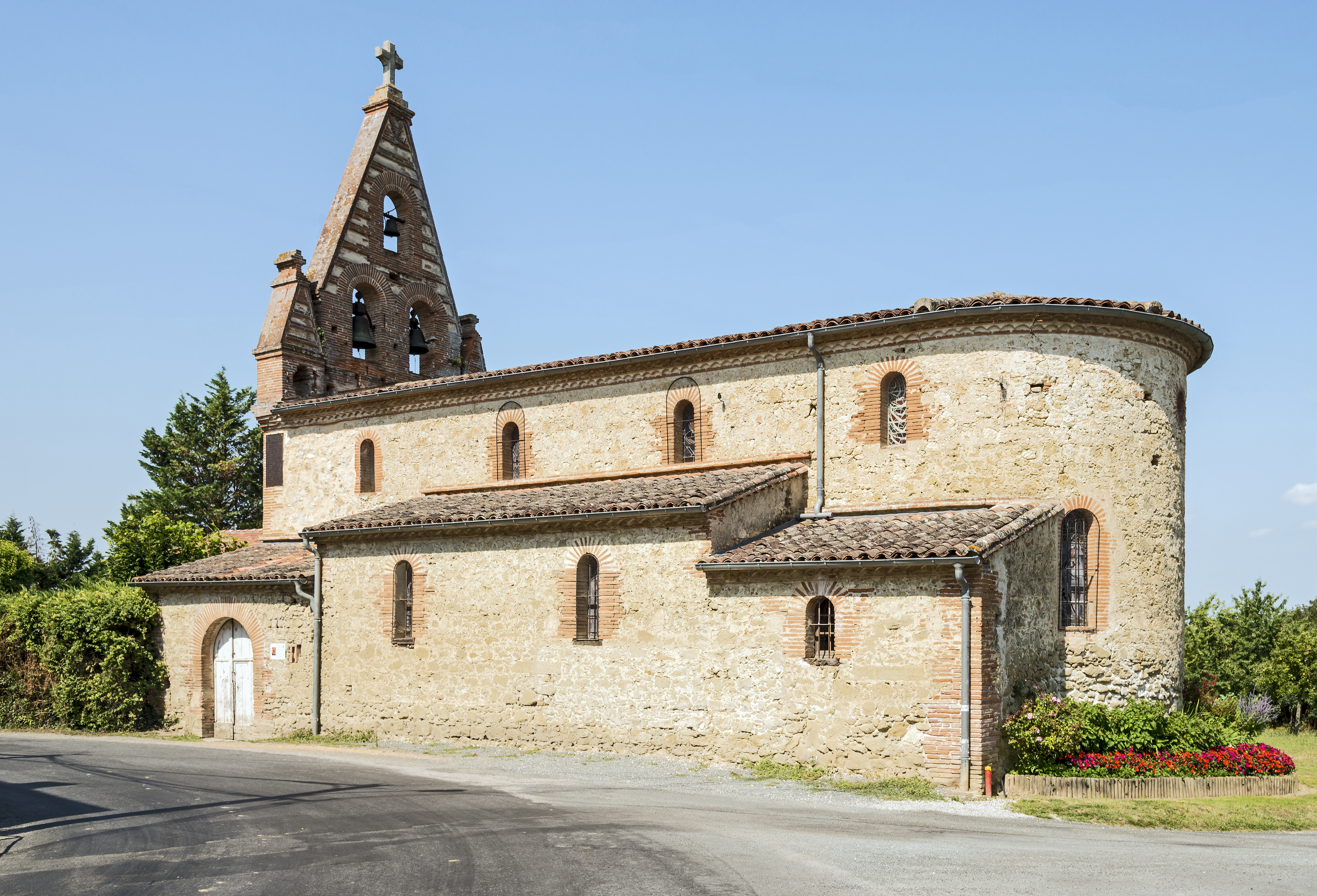
Capela St. Martin.
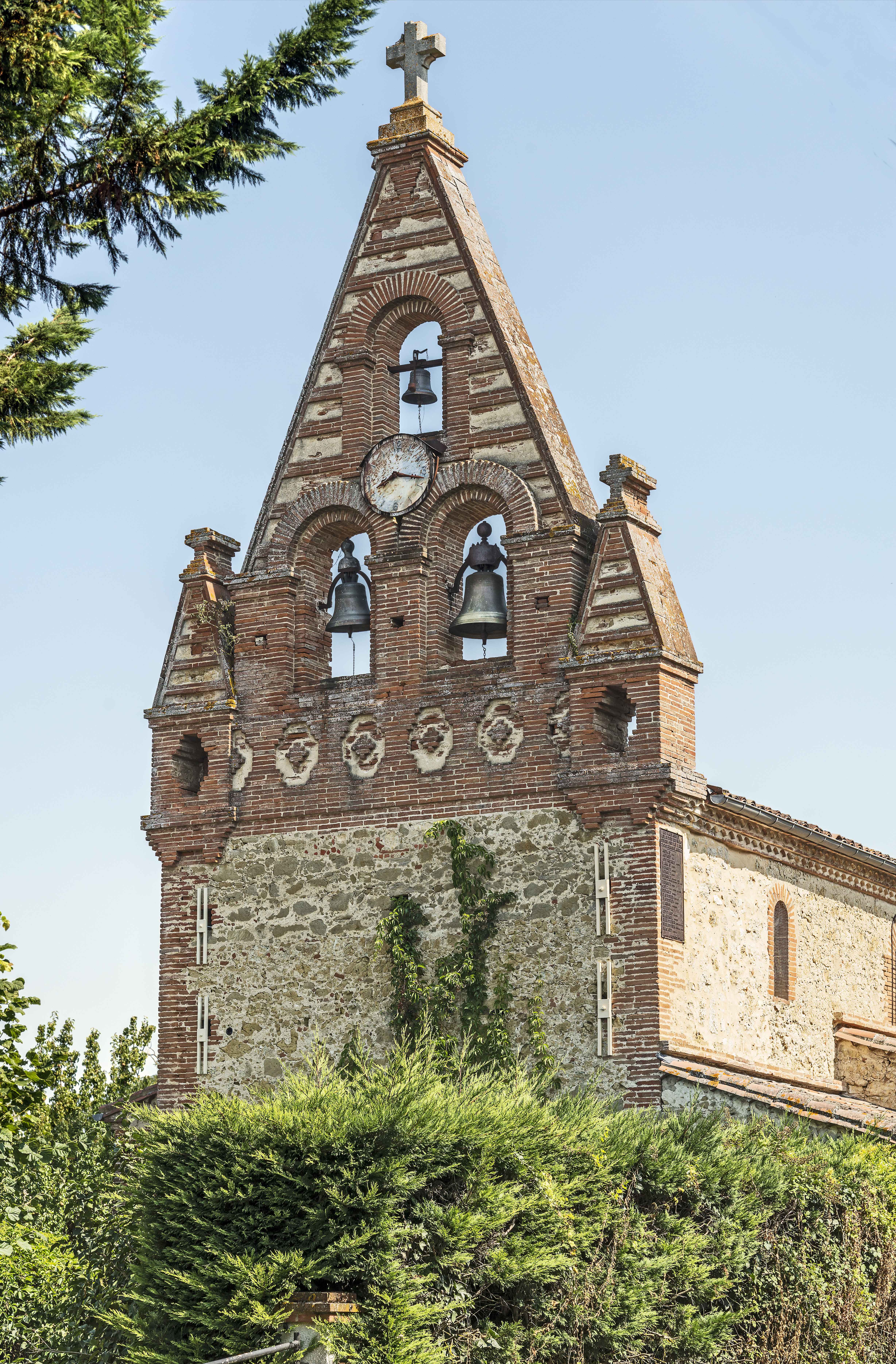
A torre do sino.